# Paloma Baeza
Pour les articles homonymes, voir Baeza (homonymie).
Paloma Baeza, née le 1er mai 1975 à Londres, est une actrice et réalisatrice britannique.

## Biographie
Elle vit au Mexique pendant son enfance. son père mexicain et sa mère anglaise sont des musiciens hippies. Après leur mariage à Londres dans les années 1970, ils se rendent à Mexico lorsque leur fille a 5 mois, et ils divorcent 4 ans après. Paloma revient au Royaume-Uni avec sa mère en 1985.
Elle commence à suivre une formation d'actrice dès l'âge de 5 ans et apparaît très tôt dans les théâtres londoniens, ainsi que dans des productions télévisées britanniques.
Elle étudie l'anglais et l'art dramatique à l'université de Bristol.
Son compagnon est le romancier, scénariste et réalisateur Alex Garland.

## Filmographie
Sauf indication contraire, les informations mentionnées dans cette section peuvent être confirmées par la base de données cinématographiques IMDb,  présente dans la section « Liens externes ».

### Comme actrice

#### Télévision
- 1994 : Mud (série télévisée) : Phillipa
- 1995 : La Bible : Joseph (mini-série) : Dinah
- 1996 : No Bananas (mini-série) : Rose Grant
- 1996 : The Tenant of Wildfell Hall (mini-série) : Rose Markham
- 1996 : Inspecteur Barnaby (Midsomer Murders) (série télévisée) épisode The Blood Point : Meg Moon[réf. nécessaire]
- 1997 : L'Odyssée (The Odyssey) (mini-série) de Andrei Konchalovsky) : Melanthe
- 1997 : The Longest Memory (téléfilm) : Lydia
- 1997 : Bramwell (série télévisée), saison 3, épisodes 4 et 9 : Emmaline
- 1998 : Far from the Madding Crowd (téléfilm) : Bathsheba Everdene
- 1998 : Le Chevalier hors du temps (A Knight in Camelot) (téléfilm, anthologie Le Monde merveilleux de Disney) : Sandy
- 1998 : The Vanishing Man (série télévisée), épisode Spooks : Helen Neath
- 1999 : Inspecteur Frost (A Touch of Frost) (série télévisée), épisode Private Lives : Rachel Darrow
- 2000 : Anna Karenina (mini-série) : Kitty
- 2001 : Rebel Heart (mini-série) : Ita Feeney
- 2001 : Meurtres en sommeil (Waking the Dead) (série télévisée), épisodes Every Breath You Take: Part 1 & 2 : Anna Maitland
- 2001 : The Way We Live Now (mini-série) : Hetta Carbury
- 2002 : Les Années Tony Blair (The Project) (téléfilm) : Irene Lloyd
- 2004 : Essential Poems for Christmas (téléfilm) : lectrice
- 2006 : Scars (téléfilm) : Sophia
- 2008 : The Passion (en) (série télévisée), épisode 2 : Mary Magdalene
- 2008 : MI-5 (série télévisée), saison 7, épisodes 2, 4 et 5 : Elizaveta Starkova

#### Cinéma
- 1994 : Look Me in the Eye : Paula[réf. nécessaire]
- 1995 : Le Kid et le Roi (A Kid in King Arthur's Court) : princesse Katey
- 1999 : Sunburn : Aideen Higgins
- 2000 : Premier Amour (All Forgotten) : Mashenka
- 2001 : Reconnu coupable (The Escapist) : Valerie Hopkins
- 2007 : Sunshine : la sœur de Capa

#### Courts métrages
- 1999 : Like Clockwork : Helen
- 2001 : That Sinking Feeling : une fille

### Comme réalisatrice
- 2001 : Watchmen (court métrage)
- 2006 : Coming Up (série télévisée), épisode The Window
- 2009 : The Odds (court métrage)
- 2017 : Poles Apart (court métrage d'animation)
- 2022 : La Maison (The House) (long métrage d'animation collectif) - troisième segment